# Hillita
La hillita és un mineral de la classe dels fosfats que pertany al grup de la collinsita. Rep el nom en omenatge al Dr. Roderick J. Hill (1949, Adelaida, Austràlia), mineralogista i cap de la divisió d'investigació mineral a Melbourne, Austràlia. Va descriure per primera vegada aquest mineral com a col·linsita zínquica l'any 1973.

## Característiques
La hillita és un fosfat de fórmula química Ca₂Zn(PO₄)₂·2H₂O. Va ser aprovada com a espècie vàlida per l'Associació Mineralògica Internacional l'any 2003, sent publicada per primera vegada el mateix any. Cristal·litza en el sistema triclínic. La seva duresa a l'escala de Mohs és 3,5.
Segons la classificació de Nickel-Strunz, la hillita pertany a «08.CG - Fosfats sense anions addicionals, amb H₂O, amb cations de mida mitjana i gran, RO₄:H₂O = 1:1» juntament amb els següents minerals: cassidyita, col·linsita, fairfieldita, gaitita, messelita, parabrandtita, talmessita, brandtita, roselita, wendwilsonita, zincroselita, rruffita, ferrilotharmeyerita, lotharmeyerita, mawbyita, mounanaïta, thometzekita, tsumcorita, cobaltlotharmeyerita, cabalzarita, krettnichita, cobalttsumcorita, niquellotharmeyerita, manganlotharmeyerita, schneebergita, niquelschneebergita, gartrellita, helmutwinklerita, zincgartrel·lita, rappoldita, fosfogartrel·lita, lukrahnita, pottsita i niqueltalmessita.

## Formació i jaciments
Va ser descoberta al mont Reaphook, a la serralada de South Flinders (Austràlia Meridional, Austràlia), on es troba en forma de petits cristalls tabulars de fins a 0,05 mm, i formant agregats tabulars en forma de falca de fins a 0,2 mm. Sol trobar-se associada a altres minerals com la tarbuttita, la switzerita, la scholzita, la fosfofil·lita, la parahopeïta o la col·linsita. Aquest indret és l'únic a tot el planeta on ha estat descrita aquesta espècie mineral.